# Escudo de Campaspero

Escudo de Campaspero.

El escudo de Campaspero es el símbolo más importante de Campaspero, un municipio de la provincia de Valladolid, comunidad autónoma de Castilla y León, en España. Tiene forma rectangular con una base en forma de semicírculo. 

Es un escudo partido, primero de oro, siete jirones ondulados de gules nacientes de la siniestra; segundo, de azur, tres árboles de sinople puestos en faja; medio cortado, fajado de sable y oro. Al timbre, corona real cerrada.

Dicho escudo, fue adoptado en los años 1990, sustituyendo al antiguo, que compartía la misma descripción heráldica, cambiando solamente la corona, que era mural. Dicho escudo, fue adoptado en tiempos de la Segunda República. Pese a ello, existen varias representaciones del escudo con corona real abierta.